# Adriaen Brouwer Bierfeesten
De Adriaen Brouwer Bierfeesten (afgekort AB Bierfeesten of Bierfeesten) is een volksfeest in de stad Oudenaarde. Het vindt jaarlijks plaats op het laatste weekeinde van juni, van vrijdag tot maandag. Tijdens de AB Bierfeesten worden in het centrum van Oudenaarde gratis activiteiten en concerten georganiseerd, een mix van muziek, cultuur, sfeer, animatie en streekproducten. Het feest gaat gepaard met een kinderfestival en een braderie.

## Naam
Het doel van de AB Bierfeesten was onder andere om het streekbier terug te promoten en hierbij aanknopingspunten te maken met de stadsgeschiedenis. De feesten zijn vernoemd naar de kunstschilder Adriaen Brouwer, die in 1605 geboren is in Oudenaarde en bekend is voor zijn kroegtaferelen. Tevens verwijst ‘Brouwer’ naar de vele brouwerijen die de stad rijk was: Liefmans, Felix, Roman, Pétre-Devos, Smisje e.a.

## Ontstaan
Voor het ontstaan van de AB Bierfeesten vierden de vier dekenijen van de marktbuurt (Oostkant, Zuidkant, Westkant en Kleine Markt) jaarlijks het Sint-Pietersfeest op 29 juni. Het was een klein feest waarop de buurt verzamelde rond het Sint-Pietersvuur en de kinderen dansten met papieren hoeden.
Oudenaarde kende in het begin van de jaren 50 een bevolkingsgroei. De traditie bestond al jaren om nieuwe buren ‘in te branden’ op café met spijs en drank, maar het aantal werd zo groot dat de dekens Arthuur De Clerq (Oostkant), Leon Van De Velde (Oostkant), Romain Libert (Zuidkant), A. Van Nieuwenhuyse (Westkant) en Mr. Viaene (Kleine Markt) beslisten om alle nieuwelingen samen in te branden op Sint-Pietersdag.
De dekens richtten daarop in 1954 het feestcomité ‘De Drie Musketiers’ op. Zij klopten aan bij lokale brouwerijen om bier voor het inbrandingsfeest. De brouwerijen Liefmans, Pétre-Devos en Roman gingen in op deze vraag. De respons van de brouwerijen was zo groot, dat men in overleg met het stadsbestuur besliste om een volksfeest in te richten waarop niet alleen de bewoners van de markt, maar ook de inwoners van de andere buurten en deelgemeenten uitgenodigd waren. Dit volksfeest werd het ‘Adriaen Brouwerfeest’ en ging voor het eerst door op 29 juni 1954. Alle aanwezigen kregen gratis bruin bier. De enige voorwaarde was dat men een eigen bierpot met een oor meenam.
Het feest had zo’n succes dat het feestcomité en de stad beslisten om het Adriaen Brouwerfeest het jaar erop te organiseren. Vanaf dit jaar werd het eerst echt benoemd als de ‘Adriaen Brouwer Bierfeesten’, in referentie naar het bruine bier. Er werd een stoet georganiseerd, een drinklied geschreven en de brouwerijen Felix (nu: Clarysse) en De Bisschop leverden dit jaar bier. In de daaropvolgende jaren werd de markt aangekleed met een podium, vlaggen en lichten. Er werden bierkelders geopend en er werd reclame gevoerd met plakbrieven, bierviltjes, bierpotten en ‘Adriaen Brouwerhoedjes’. Het buurtfeest werd door al deze uitbreidingen een stadsfeest.

## Driedaags feest
De Bierfeesten begonnen als een eendaags feest op 29 juni 1954. Later zouden ze doorgaan op de laatste zaterdag van de maand juni. Vanaf 1959 werden de Bierfeesten een dag uitgebreid met de ‘Naerfeeste’ op zondag. Op deze dag traden muziekkorpsen op aan de kiosk op het marktplein. In 1974 werd er een derde dag toegevoegd op maandag, met muziek en activiteiten voor de derde leeftijd. In 1977 werd kortstondig de vrijdag toegevoegd als startdag van de AB Bierfeesten, tot er in 1979 terug beslist werd om de feesten drie dagen te laten doorgaan, van vrijdag tot zondag. Tot op heden is dit nog steeds het geval.

## Organisatie

### Bierfeestcomité
In de beginjaren van de AB Bierfeesten werd het ‘Adriaen Brouwer Bierfeestcomité’ (afgekort ‘Bierfeestcomité’) opgericht om de organisatie van de Bierfeesten in goede banen te leiden. In dit comité zetelden meerdere leden:
- De Schepen voor Feestelijkheden, hij had beslissingsrecht over welke voorstellen uitgewerkt mochten worden
- De Voorzitter, hij delegeerde de taken en coördineerde de activiteiten. Over de jaren heen kende het comité 3 voorzitters: André Martien, Florent Van Ommeslaeghe en Jan Broekaert
- De Secretaris, hij stond in voor het beheer van de financiën alsook alle administratie, waaronder het afsluiten van contracten voor de concerten
- De Afgevaardigden van de drie brouwerijen (Liefmans, Felix en Roman), zij stonden in voor de levering van het bruine bier en mochten ook voorstellen doen voor het programma
- Overige leden, zij stonden in voor het programma, de publiciteit en het materiaal

Dit Bierfeestcomité werkte samen met o.a. de brouwersgilden en de Centrumtappers (de cafébazen van het centrum). Vanaf 1987 kwam er een samenwerking met de Stedelijke Jeugdraad. Zij verzorgden dat jaar het programma op zondag.

### vzw Leven in de Brouwerij
Eind jaren 90 kenden de AB Bierfeesten een daling in populariteit en bracht het feest niet veel meer op. Stad Oudenaarde weigerde grote financiële steun aan het Bierfeestcomité en besliste om het heft in handen te nemen in 2001. De stad richtte de vzw ‘Leven in de Brouwerij’ op om de feesten te organiseren. De Schepen voor Feestelijkheden werd de voorzitter en enkele vertegenwoordigers van het originele Bierfeestcomité werden lid. Daarnaast behoorden sommige personeelsleden en andere afgevaardigden van de stad, vertegenwoordigers van jeugdverenigingen en tal van anderen tot de leden van deze vzw.
Tegenwoordig ligt de organisatie van de AB Bierfeesten nog in handen van Stad Oudenaarde, met de hulp van organisatiebureau Pete's Promotions en een sponsorlijst.

## Tradities

### Stoet

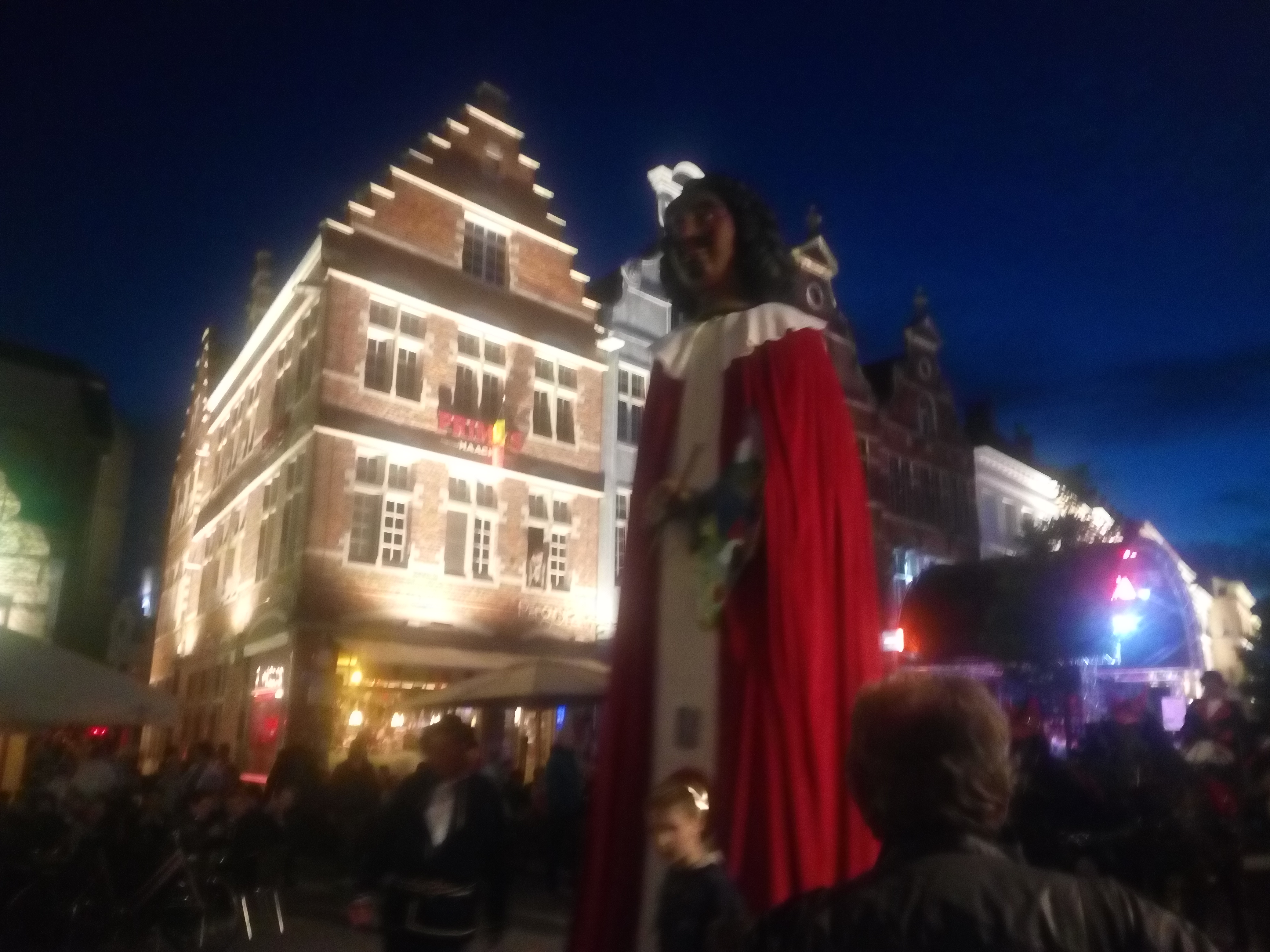
Reus van Adriaen Brouwer in de stoet (2018)

Vanaf de tweede editie in 1955 werd tijdens de AB Bierfeesten een stoet georganiseerd. In dat jaar prijkten de historische figuren van de stad, Keizer Karel, Margaretha van Parma en Adriaen Brouwer als hoofdrolspelers van de stoet. 
Het jaar daarop breidde de stoet uit. In ere van de restauratie van de Koninklijke fontein op het marktplein, liepen naast de voorgenoemde figuren nu Lodewijk XIV en Claude Tallon mee, gevolgd door enkele blazoendragers, vlaggendragers, magistraten en twee jongens die het wapenschild van de stad Oudenaarde droegen. Daarna volgde de toespraak van Adriaen Brouwer en een opening door ‘De Lekkers’, een kleine Oudenaardse vereniging die de AB Bierfeesten nog vele jaren zou inleiden.
In 1958 werd de stoet verder uitgebreid en werd er ingespeeld op de geschiedenis van de stad Oudenaarde door de vertegenwoordiging van de verschillende ambachten waarvoor de stad bekend stond in de middeleeuwen: tapijtwevers, kunstsmeden, kunstschilders, schrijnwerkers, lakenwevers, kleermakers, blauwwevers, lakengereders, brouwers, kuipers en herbergiers. Keizer Karel kreeg extra gevolg van trommelaars, narren, hovelingen, hofdamens, beulsknechten en jagersknechten. De stoet werd muzikaal begeleid door het muziekkorps van de Oudenaardse Brandweer.
In 1981 verscheen Adriaen Brouwer voor het eerst als reus. Vandaag (2022) maakt hij nog deel uit van de stoet.

### Het Adriaen Brouwerspel
Al sinds de eerste editie van de AB Bierfeesten in 1954 is Adriaen Brouwer aanwezig als hoofdpersonage. Vanaf 1955 sprak hij het volk toe in het Oudenaards dialect. Deze werd altijd afgesloten met “Santé!”, waarop alle toeschouwers dit terug scandeerden en een gratis glas ‘Oudenaards bruin’ (later:Adriaen Brouwer) kregen ingeschonken. 
Het Bierfeestcomité wou meer aandacht vestigen op de geschiedenis van de kunstschilder en besliste om de toespraak in de editie van 1959 uit te breiden naar het Adriaen Brouwerspel.
Het Adriaen Brouwerspel (afgekort ‘Brouwerspel’) was een toneelspel met Adriaen Brouwer in de hoofdrol. De tekst beschreef ‘De vijf zintuigen’, naar de vijf gelijknamige werken van de kunstschilder. De tekst werd geschreven door Emiel Van Ommeslaeghe en de regie werd verzorgd door M. De Mets.
Het spel begon met Brouwer die zich oprichtte vanuit het stro waarop hij stierf. Rond hem stonden vrienden te treuren. Brouwer herkende zijn twee vrienden Marieke de dienster en Jan de kroegbaas. Hij dronk samen met hen een beker bier. Brouwer vertelde over zijn leven en hoe hij ertoe kwam ‘De vijf zintuigen’ te schilderen.
In 1961 werd het Brouwerspel uitgebreid. Naast Adriaen Brouwer, Jan en Marieke kregen Hanske de Krijger, Keizer Karel en Margaretha van Parma een rol. De vijf zintuigen werden als aparte tafereeltjes behandeld en werden vertolkt door de toneelverenigingen. De regie werd waargenomen door M. De Depoortere en het spel werd opgenomen op band met de medewerking van Radio Gent en de Oudenaardse film- en fotoclub Adriaen Brauwer.
In 1963 werd het Brouwerspel tijdelijk vervangen door het ‘Adriaen Brouwer wagenspel’ op het midden van het marktplein. Brouwer werd omringd door trommelaars, vendelzwaaiers en fakkeldragers.
In 1966 kwam het Adriaen Brouwerspel terug in zijn originele format, om in 1969 in een herziene versie te worden opgevoerd. Florent van Ommeslaeghe schreef een nieuwe proloog en herwerkte het ontstaan van de vijf zintuigen.
Eind jaren 60 verdween het Brouwerspel naar de achtergrond door de komst van andere shows en attracties. De teksten werden ingekort, er werd minder aandacht geschonken aan het decor en de tekst werd vooraf op band opgenomen en afgespeeld op versterkers. 
Tegen de jaren 80 en 90 werd het Adriaen Brouwerspel maar af en toe in zijn volledigheid gespeeld. De focus kwam op de artiesten op het grote podium. Op de huidige feesten heeft Brouwer vooral nog de rol van mascotte. Hij loopt mee in de stoet en geeft een openingstoespraak, maar het Brouwerspel van weleer wordt niet meer opgevoerd.
De rol van Adriaen Brouwer werd door de jaren heen vertolkt door dhr. Vandaele, Jozef Lieveyns, Jo Bijls, Leo Cnudde en (tot op heden) Koen Browaeys.

### Gratis Bruin bier
Het uitdelen van gratis Oudenaards bruin bier is tot op heden een onderdeel van de feesten, al kende de uitvoering ervan door de jaren heen enkele wijzigingen. Zo werd het bier in de vroegere edities van de AB Bierfeesten geleverd in vaten. In de jaren vijftig spoot het bier enkele edities lang rechtstreeks uit de Koninklijke fontein op de markt. Feestvierders konden een bierpot aankopen voor 35 frank. Het uitschenken gebeurde door vrouwen verkleed in traditionele klederdracht. Tegenwoordig is het meebrengen van een bierpot niet meer vereist en wordt het gratis bier door de bierschenksters rondgedragen in bekertjes of flesjes. Het bier wordt enkel nog geleverd door de brouwerijen Liefmans en Roman.

### Bierfeestliederen
Voor de tweede editie van de AB Bierfeesten in 1954 schreef Emiel Van Ommeslaeghe het drinklied ‘Bieravondlied’.  De muziek werd verzorgd door Octaaf Vandevelde.
Naast het Bieravondlied werden andere drinkliederen gezongen. Het gebruik om samen bierliederen te zingen, ging verloren doorheen de jaren.

### De Lekkers
In 1956 werd het feest geopend door de ‘Lekkers’ (Ook: ‘De Lekkers van den Boelvaar’), een groep uit Oudenaarde met een twintigtal leden. 
Op het Tacambaroplein stond vroeger de textielfabriek van de familie Gevaert (later: Gevaco). Zij beslisten in 1895 om dichtbij huizen te bouwen waar hun werknemers aan een sociaal tarief hun intrek konden nemen. Hiermee ontstond de Gevaertsdreef, die onder het volk beter bekend stond als ‘Den Boelvaar’. Er was een goede verstandhouding tussen Gevaert en zijn werknemers, dit doordat hij vaak vergaderingen organiseerde in de drie herbergen die in deze wijk gevestigd waren (‘De Werkmanslust’, ‘De Zanglust’ en ‘De Valk’). Tijdens deze vergaderingen werd drinken en eten aangeboden op de kosten van de firma. Dit zorgde ervoor dat er een sterke band was tussen de inwoners van de Gevaertsdreef, en zij zeer op zichzelf gericht waren. Hierdoor kregen zij de scheldnaam ‘Lekkers’ (‘profiteurs’ in het Oudenaards dialect) als bijnaam. In 1956 wouden zij bewijzen dat ze geen profiteurs waren door hun eigen ton bier mee te brengen naar de Bierfeesten. Allen waren ze voor de gelegenheid verkleed in zwart kostuum met een bolhoed en hadden ze een pot bier rond hun nek hangen.
Zo kwam de traditie op gang dat ‘De Lekkers’ elke editie de eerste ton bier meenamen in een stoet van de Gevaertsdreef naar de markt, gevolgd door een fanfare die hen muzikaal begeleidde. Zij mochten dan ook steeds dit eerste vat openen voor het volk. In latere edities werden zij tevens vervoegd door de carnavalsgroep “d’Oudenaardse Bierpotten’
Ze zouden met uitzondering van enkele edities de Bierfeesten blijven openen tot in het begin van de jaren 2000.

### Varkensworp
In 1960 voegden de organisatoren een nieuw element toe aan de bierfeesten: de varkensworp. Op de vooravond van de Bierfeesten werden vanuit Het Vleeshuis op de Kleine Markt duizend plastic varkentjes geworpen. In ieder varkentje zat een prijs, de hoofdprijs was een echt varken. 
In 1974 gebeurde de varkensworp vanop de kantelen van het stadhuis. Er werd dat jaar ook een nieuwigheid toegevoegd. Tussen de varkentjes bevond zich één gulden varken met een extra geldprijs van 2.500 frank. Deze prijs werd dat jaar gewonnen door de 16-jarige Luc Minnaert.
De varkensworp aan het stadhuis is tot op heden nog steeds een onderdeel van de AB Bierfeesten.

### Verbranding van het Kellioothuisje

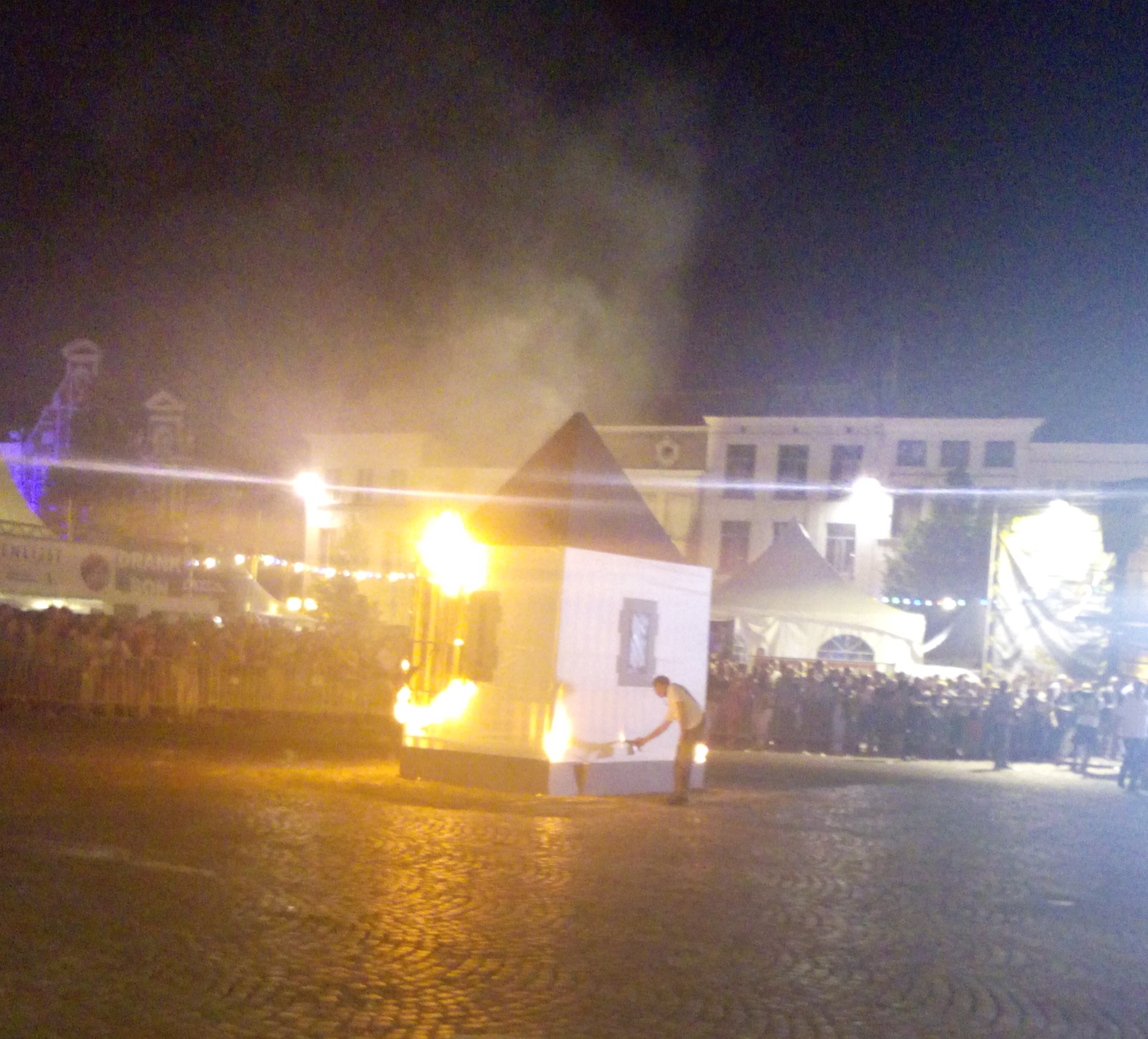
Verbranding van het Kellioothuisje (2015)

De traditie van het Sint-Pietersvuur in de eerste edities van de AB Bierfeesten werd in 1961 vervangen door de verbranding van het Kellioothuisje.
Het Kellioothuis (ook: Cuilloethuis) was het oude tolhuis van Oudenaarde. De naam ‘kellioot’ is een verbastering van het Franse woord ‘ceuillir’, dat ‘plukken’ betekent. Dit tolhuis bevond zich in de Nederstraat en was helemaal vervaardigd uit hout. Toen Keizer Karel in 1539 een dubbele belasting legde op het bier, om daarmee zijn oorlogen tegen François I te bekostigen, werd het Oudenaardse volk kwaad. Ze staken het tolhuis in brand tot het helemaal in vlammen opging.
Om deze gebeurtenis te herdenken, bouwt men elk jaar een houten frame dat men bedekt met een geschilderd doek. Dit huisje staat symbool voor het originele Kellioothuisje en wordt ritueel in brand gestoken. Zolang het kellioothuisje in brand staat, wordt er op het marktplein gratis bier geschonken. 

### Oplaten van de luchtballon
In 1963 richten de Belgische Radio en Televisie de honderdste Rally in. De deelnemers trekken langs Oudenaarde en worden ontvangen op de markt. Bij wijze van publiciteit wordt op het marktplein een luchtballon opgelaten met het opschrift ‘Oudenaardse Adriaen Brouwer Bierfeesten’. 
Tot het jaar 2000 werden op zondag elk jaar steevast 1 tot 4 luchtballonnen opgelaten. Op de huidige Bierfeesten wordt dit niet langer gedaan.

### Verkiezing van de Bierprinses en de Bierprins
Om vernieuwing in de feesten te brengen, besliste het Bierfeestcomité in 1978 voor het eerst een verkiezing te houden voor de titel van Bierprinses. De twee dames die bij deze verkiezingen op de tweede- en derde plaats eindigden, kregen de titel van eredame toegekend. De Bierprinses kreeg bij winst een grote prijs toegekend en ook de eredames ontvingen een troostprijs. Veertien meisjes namen deel aan de eerste editie. Dominique D’Haene won toen de titel. 
Vanaf 1982 ging men naast een Bierprinses en twee eredames op zoek naar een Bierprins. Hiervoor hadden zich in dat jaar slechts drie kandidaten aangemeld. Maurice Vanden Abeele won dat jaar als eerste de titel van Bierprins. De Bierprins ontving een grote prijs.
De Bierprins- en prinses mochten na winst voor één jaar de titel dragen  en werden soms ook gevraagd om bepaalde plechtigheden bij te wonen doorheen het jaar.

## Procedure
Reeds enkele weken voor de Bierfeesten aanvingen, moesten kandidaten zich inschrijven met vermelding van leeftijd, woonplaats, beroep/opleiding en hobby’s bij het Bierfeestcomité. Initieel moesten de vrouwen om te kunnen kandideren tussen 17 en 25 jaar oud zijn en ongehuwd zijn. In latere edities was het enige criterium dat ze tussen 16 en 30 jaar oud zijn. De mannen die zich wouden kandideren voor Bierprins, moesten tussen de 17 en 40 jaar oud zijn.
De kandidaten die de voorselectie haalden, woonden de verkiezingen bij op de vrijdagavond van de Adriaen Brouwer Bierfeesten. Deze verkiezingen vonden plaats in een tent op de Kleine Markt en waren enkel toegankelijk met een ingangsticket. De verkiezingen werden ingekleed als spelprogramma: kandidaten konden punten verdienen door het oplossen van vragen en het uitvoeren van proeven. Dit betrof steeds een improvisatieproef voor de dames en een bierproef voor de heren. De verkiezingen werden door de jaren heen gepresenteerd door Ro Burms, Luc Appermont en Donaat Deriemaeker. 
Vanaf de editie van 1984 werd een extra voorwaarde tot kandideren toegevoegd voor de mannen: men moest minstens 50 toegangskaarten verkocht hebben om zich kandidaat te kunnen stellen. Zowel voor de kandidaten Bierprins als Bierprinses gold de regel dat ze 1 punt extra kregen per verkochte toegangskaart. Deze regeling werd ingevoerd omdat men vanuit het Bierfeestcomité merkte dat er niet genoeg volk meer was dat de verkiezingen bijwoonde.
De verkiezingen van de Bierprinses en de Bierprins werden in 1994 afgevoerd door het Bierfeestcomité. Sindsdien zijn er geen verkiezingen meer geweest.
| Jaar | Bierprinses              | Bierprins                  |
| ---- | ------------------------ | -------------------------- |
| 1978 | Dominique D'Haene        | /                          |
| 1979 | Marijke Eeckhout         | /                          |
| 1980 | Inge De Mecheleer        | /                          |
| 1981 | Carina Cleirbaut         | /                          |
| 1982 | Sonja Van De Woestijne   | Maurice Vanden Abeele      |
| 1983 | Marleen Van Caester      | Filip Nollet               |
| 1984 | Sabine Mortier           | Johan Herman               |
| 1985 | Ann de Vos               | Paul De Ridder             |
| 1986 | Sabine Campe             | Yves Fourneaux             |
| 1987 | Caroline Decoster        | Jan 't Kindt               |
| 1988 | Saskia Van Welden        | Franklin Staelens          |
| 1989 | Antonia Le Roy           | Eric Van Den Broecke       |
| 1990 | Roosje Van Den Driessche | Johnny Tallieu             |
| 1991 | Diane De Keersmaecker    | Xavier Hanssens            |
| 1992 | Sonja Terreur            | Lieven Van den Meersschaut |
| 1993 | Marleen Dhaenens         | Eric De Temmerman          |

## Muziek op de Bierfeesten
Al sinds het begin van de AB Bierfeesten neemt muziek een belangrijke plaats in. Zo werden er van in het begin volksdeuntjes gespeeld door verschillende harmonieën uit de buurt. Ook Alfons Schynkel bracht jarenlang muziek op de stadsbeiaard in de Sint-Walburgakerk. Vanaf 1959 stond de toegevoegde zondag helemaal in het teken van de muziek, met verschillende muziekmaatschappijen die kwamen spelen of stapmarsen hielden aan de kiosk op de markt.
In 1970 werd ‘The Machine’ uitgenodigd. Daarmee trad voor het eerst een popgroep op op de AB Bierfeesten. In 1972 werd terug voor wat vernieuwing gezorgd door het inrichten van een blues-festival voor de jeugd op zondag. Ook werden er voor het eerst buitenlandse artiesten uitgenodigd in de jaren '70. Zo speelden er in 1974 muziekkorpsen uit Nederland en Canada op de Bierfeesten, alsook de ‘Bayrische Landlerkapelle’ uit Duitsland.
In 1989 bracht men voor het eerst een grote artiest naar de AB Bierfeesten: Raymond van het Groenewoud. Vanaf dit jaar probeerde men steeds enkele grote namen naar de feesten te halen en organiseerde men ook meer optredens door bands in plaats van muziekkorpsen. Tegenwoordig prijken ook internationale groepen op het programma.

### Gratis concerten
De AB Bierfeesten waren in het begin een gratis gebeuren, maar vanaf de editie van 1965 werd inkomgeld gevraagd voor de concerten. Deze maatregel was noodzakelijk aangezien het Bierfeestcomité toen van hogerhand onvoldoende subsidies kreeg om de feesten te kunnen inrichten.
In het begin van de jaren '90 begonnen de Bierfeesten aan populariteit te verliezen. Tegen het einde van de jaren '90 kwam de vraag naar boven of de Bierfeesten wel nog dienden door te gaan door het lage bezoekersaantal. Om het bezoekersaantal terug te doen stijgen, koos men er in het jaar 2000 voor om de feesten terug gratis te maken. Dit lukte door minder bekende artiesten te boeken voor de concerten. 
Deze aanpak bleek te werken. Door de grote opkomst kwamen de inkomsten terug binnen en kon men de daaropvolgende jaren grotere namen boeken, zonder hiervoor inkomgeld te moeten vragen aan de bezoekers.
Sinds 2000 zijn de concerten op de AB Bierfeesten gratis. 

### Line-up edities 1989 – 2023
| Jaar | Artiesten |
| ---- | --- |
| 2023 | Gers Pardoel • Aaron Blommaert • Frank Boeijen • Good Shape • The Dinky Toys • Viktor & Kobe • Les Truttes • Bart Kaëll • Jamie-Lee Six & Louis XIV • Jessie (The Mackenzie) • Danzel • Level Six • Lindsay • ... |
| 2022 | #LikeMe • Cleymans & Van Geel • Soulsister • Ilsen & Verhulst • Gunther D • De Mens • De KetnetBand • Flip Kowlier • 2 Fabiola • Get Ready! • Radio Botanique • Sam Gooris • Pat Krimson • Garry Hagger • Frank Galan • Danny Fabry • Margriet Hermans • Swoop • Luc Steeno • Sasha & Davy • De Kreunaers • Meatallica • About Jay • Radio Barbã • ... |
| 2019 | Milo Meskens • Michael Schack • De Romeo's • Les Truttes • Absynthe Minded • Discobar Galaxie • ... |
| 2018 | Het Zesde Metaal • DAAN • Maxi Jazz • Snap! • Niels Destadsbader • The Scabs • Rob de Nijs • ... |
| 2017 | School is Cool • K's Choice • Niels Destadsbader • The Magical Flying Thunderbirds • ... |
| 2016 | The Stranglers • Les Truttes • Bart Peeters • Discobaar A Moeder • Frank Boeijen • Level 42 • Milk Inc. 20 Years Tour • Willy Sommers • Get Ready! • ... |
| 2015 | Raymond van het Groenewoud • Kim Wilde • Cleymans & Van Geel • Laïs • Kid Creole & The Coconuts • Praga Khan • Lindsay • Jettie Palletie • Swoop • De Romeo's • ... |
| 2014 | Clouseau • The Levellers • Guga Baúl • Les Truttes • Urbanus • Cookies&Cream • Radio 2 De Prehistorie Live • De Corsari’s • Boombal • Willy Sommers • Steve Tielens • Sasha&Davy • Yves Segers • Danny Fabry • Michael Lanzo • Peter Koelewijn • Swoop • De Pita Boys • ...                                                                            |
| 2013 | Diablo Boulevard feat Alex Agnew • Zornik • The Kings Of Pop • Boogie Boy • Merdan Taplak • Tom Barman • Frank Boeijen • De Romeo's • Meuris • Les Truttes • Dirk Stoops • Frans Duyts • The Rubettes • The Gibson Brothers • Jimmy Frey • John Terra • Matthias Lens • Laura Lynn • Sugarfree • Luc Steeno • Sergio • Willy Sommers • Swoop • ...     |
| 2012 | De Mens • DAAN • The Soulbrothers • The Scabs • Soulsister • Geena & The Lisa's • Robert Abigail • Squareelectric • Danny Fabry • Salim Seghers • Willy Sommers • Bart Kaëll • Corry Konings • Lindsay • Swoop • David Van Dijck • De Romeo's • ... |
| 2011 | Gorki • Bart Peeters • Les Truttes • Vlaanderen Zingt • Natalia • Cafe flamand • Laura Lynn • Jo Vally • Willy Sommers • Luc Steeno • Sam Gooris • Koos Alberts • Eva • … |
| 2010 | Milk inc. • De Kreuners • Stan Van Samang • Luna Twist • Vlaanderen Zingt • Frank Boeijen • Christoff & Lindsay • Jo Vally • Bart Kaëll • … |
| 2009 | Ishtar • De Leeuw & Hautekiet • De Mens • Green Jacket • … |
| 2008 | De Fixkes • Urban Trad • Las Skatchou Bottos • Lady Linn & Her Magnificent Seven • Folgazan • The Cluricauns • … |
| 2007 | Eddy Wally • Funky Mama • The Krazy Mess Groovers • Boaz Black & Soul Patrol • L’Aura Stars • Monza • Abba Gold • Jill Hilliger Band • Electric Kings • … |
| 2006 | Stash • Les Truttes • Eddy Wally • Mr. P. & the Cadillacs • The Big Bang Boys • Julien Brunetaud • Jinx’ Curse • PJDS • … |
| 2005 | Sioen • Killer Queen • Kris De Bruyne • Bart Kaëll • Last Call • Big Dave & Band • … |
| 2004 | Gorki • Groove Grocery • Camden • De Dolfijntjes • 666 The Nightmare • The Martin Hutchinson Band • … |
| 2003 | Dijenik • ABN • Jan Leyers • The Magical Flying Thunderbirds • 5AM • The Bullfrog Blues Machine • … |
| 2002 | One Trick Pony • Sarah • Sois Belle • Perfect • Kadril • Green Jacket • Elliott Murphy • Bob Christopher & band • … |
| 2001 | De Mens • Les Truttes • Admiral Freebee • Rude Roots • Thérèse Malenfant • … |
| 2000 | The Shakers • The Vipers • Just For Fun • Marijn Devalck • Boogie Boy • … |
| 1999 | K3 • Boysband • Milk Inc • McKenzie feat. Jessy Maurrizio • Habit • NRGY • Virtual Zone • The Gibson Brothers • Peter Koelewijn • … |
| 1998 | De Kreuners • De Big M’s met Paul Michiels • Raymond van het Groenewoud • Christoff • Alana Dante • … |
| 1997 | X-Session • Late at Home • Get Ready! • The Rockpots Brothers • De VTM-Soapband • Eddy Wally • … |
| 1996 | The Serious Five • Pop In Wonderland • K's Choice • Boogie Boy • … |
| 1995 | Boyz • Good Shape • Soulsister • De Kreuners • Give Buzze • Gorki • Yasmine • Willy Sommers • Sam Gooris • Plaza • Wim Ravell • … |
| 1994 | Def Dames Dope • Clouseau • Raymond van het Groenewoud • Disco Radio Brouwer • Wide Open • … |
| 1993 | Johnny Weismuller and the Rockin’ Pirates • Leyers, Michiels en Soulsister • The Radios • Wide Open • … |
| 1992 | Derek and the Dirt • Kid Safari • Dinky Toys • Christoff • Gunther Levi • Sam Gooris • Yasmine • Gunther Neefs • Isabelle A • Paul Severs • Bart Kaëll • … |
| 1991 | De Kreuners • Soulsister • Disco Radio Brouwer • Johan Vincent • Frank Valentino • Willy Sommers • Paul Severs • Jo Vally • Wendy Van Wanten • Bart Kaëll • … |
| 1990 | Claudia Decaluwé • Paul Severs • Confetti's • Skyblasters • Rob Mando • Punch • Just For Fun • Jerry and the Toms • Family Duck |
| 1989 | Raymond van het Groenewoud • Jerry and the Toms • Q-Dance • Johnny Weismuller en his Rockin’ Pirates • The Whydads •Wigbert • Thorazine • The B-Monks • Mannix • Slow Swing Fighters • The Works |

## Hoofdlocaties

### Marktplein
Het Marktplein is al sinds het begin van de AB Bierfeesten de hoofdlocatie van de feesten. Tegenwoordig bevindt het hoofdpodium zich nog steeds op het Marktplein, voor het stadhuis. Hier spelen twee avonden lang de headliners van de feesten en kan je terecht voor eten en drank. Op zondag wordt er een hele dag Schlagermuziek gebracht op het plein. 

### Ham
In 2017 vonden de AB Bierfeesten plaats op De Ham wegens restauraties aan het Marktplein. Door het grote succes van deze locatie, werd De Ham als tweede grote concertlocatie gebruikt vanaf 2018. Ook hier spelen heel wat headliners op vrijdag- en zaterdagavond. 
In 2019 werd er op de Ham een feesttent gezet met een capaciteit van ongeveer 800 bezoekers. De Ham stond toen helemaal in het teken van 80s en 90s muziek.

### Jeugdplein
In 1987 werkte de Jeugdraad voor het eerst samen met het Bierfeestcomité om een programma uit te werken dat meer naar de jongeren toe was gericht. Door jarenlange samenwerking  kreeg de jeugd uiteindelijk hun eigen plekje op het Minderbroedersplein. Voor de editie van 2018 werd beslist om de Jeugdzone te verplaatsen naar Parking Meerspoort. Daar kan je sindsdien terecht om de DJ’s uit de streek bezig te horen. De bar wordt bemand door leden van lokale jeugdbewegingen. 

### Minderbroedersplein
Op de laatste editie van de AB Bierfeesten in 2022 werd het Minderbroedersplein terug in gebruik genomen. Hier traden verschillende tributebands op van gekende rockartiesten.

### De Woeker
De Woeker is een iets kleinere locatie weg van het grote feestgedruis. Hier treden op vrijdag en zaterdag lokale bands op in een ruim gamma van genres: van folk- tot hiphop- en popmuziek. Naast muziek wordt er ook een comedyshow opgevoerd en kan je hier stoofvlees eten met saus op basis van een Oudenaards bruin bier.

### Kamping Hyppo
Reeds sinds enkele jaren organiseert Kaffee Hyppo in de Sint-Walburgastraat in samenwerking met ODNAR zijn eigen festiviteiten op het plein voor het café onder de naam ‘KAMPING HYPPO’. Zij voorzien jaarlijks een programma met verscheidene DJ’s. Het café is de enige plaats in Oudenaarde die reeds vanaf donderdagavond een ‘bierfeestprogramma’ aanbiedt. 

## Kadeefeesten
Sinds 1990 worden de Kadeefeesten elk jaar georganiseerd op de zaterdagnamiddag van de AB Bierfeesten.
De Kadeefeesten ontstonden initieel uit de activiteiten die in het centrum georganiseerd werden door de jeugddienst voor ‘ROEFEL, Dag van het kind’. Deze kinderfeestdag ingericht door de Vlaamse Overheid viel toevallig samen met het weekend van de Bierfeesten. Later werd het een vast onderdeel van de Bierfeesten en kreeg het de naam ‘Kadeefeesten’.
De naamgeving komt vanuit het Oudenaards dialect: ‘kadee’ betekent in dit dialect ‘kind’. Deze feesten zijn dan ook gericht op het jongere publiek, met allerlei spelen en attracties. Elk jaar worden de Kadeefeesten ingekleed rond een bepaald thema. 
Op de Kadeefeesten kunnen kinderen naast de vele activiteiten ook zakgeld verdienen door hun oude speelgoed te verkopen. Ze kunnen hiervoor een standplaats aanvragen op de speelgoedbeurs in de Hoogstraat. Dit is een speelgoedbeurs voor- en door kinderen. Er worden ook prijzen uitgedeeld voor de eigenaar van het mooiste kraam, de bedenker van de beste slogan en de mooist verklede verkoper.
De Kadeefeesten worden elk jaar afgesloten met een grote eindshow.

## Braderie
In het begin van de jaren 2000 vond er in de periode vlak voor de Bierfeesten een braderie plaats in het stadscentrum. Sinds 2018 werd beslist om de braderie tijdens de Bierfeesten te laten doorgaan. Meer dan 60 handelaars voorzien kortingen en speciale acties vanaf de donderdag net voor de start van de Bierfeesten tot de zondag om 18u, met op vrijdag de laatavondshopping. Bij het winkelen kan men ook terrasbonnetjes verkrijgen die men kan consumeren bij de cafés op het Marktplein.

## Seniorennamiddag
Sinds 2002 organiseren de Stedelijke Seniorenraad en de Stedelijke Sociale Dienst op de maandag na het Bierfeestweekend een dansnamiddag voor senioren in Salons Mantovani. De toegangsprijs hiervoor bedraagt €5. Er is steeds een concert voorzien, alsook koffie en gebak.

## Afgelaste edities
- 1964: De bierfeesten konden niet doorgaan omdat het marktplein en de straten in het centrum waren opgebroken voor herstellingswerken.
- 2020 -2021: De Federale Overheid besliste dat er geen grote festiviteiten mochten doorgaan wegens de coronapandemie. De organisatoren maakten het nieuws van de afgelaste Bierfeesten in 2020 bekend aan het volk door het verspreiden van een video[1] waarin Adriaen Brouwer (Koen Browaeys) in het Oudenaards dialect aan iedereen vraagt om ‘in zijn kot’ te blijven, omdat hij zelf ooit gestorven is aan een besmettelijke ziekte.